# Suso de Toro
Œuvres principales
Le Treizième coup de minuit (Trece badaladas)
Xesús Miguel de Toro Santos, dit Suso de Toro, né le 10 juin 1956 à Saint-Jacques-de-Compostelle, est un écrivain espagnol d'expression galicienne.

## Biographie
Diplômé en art moderne et contemporain, il publie plus de vingt livres en galicien : des essais, des romans et du théâtre, dont la plupart ont été traduits en espagnol. 
Il obtient le Prix national de Narration en 2003 pour Le Treizième Coup de minuit (Trece badaladas).
Il est également scripteur pour la télévision et un collaborateur régulièrement de la presse et de la radio.
En avril 2010, il annonce sa retraite comme un écrivain professionnel, reprenant sa carrière de professeur de lycée en langue et de littérature galiciennes. Il a aussi enseigné le portugais à l'école secondaire.

## Œuvres

### Romans
- Caixón desastre (1983)
- Polaroid (1986)
- Land Rover (1988) Publié en français sous le titre Land Rover, traduit par Georges Tyras, Paris, Payot & Rivages, coll. « Rivages/Noir » no 386, 2001 (ISBN 2-7436-0766-1)
- Ambulancia (1990) Publié en français sous le titre Ambulance, traduction de Georges Tyras, Paris, Payot & Rivages, coll. « Rivages/Thriller », 2013 (ISBN 978-2-7436-2534-4)
- FM: a canción do pirata (1991)
- Tic-tac (1993)
- A sombra cazadora (1994)
- Conta saldada (1996)
- Calzados Lola (1997)
- Círculo (1998)
- Non volvas (2000)
- Trece badaladas (2002) Publié en français sous le titre Le Treizième coup de minuit, traduction d'Anne Bragance, Nice, éditions Jacqueline Chambon, coll. « Thriller] », 2005 (ISBN 2-87711-295-0)
- El príncipe manco (2004), incluant les courts romans Tic-Tac et Círculo
- Home sen nome (2006)
- Sete palabras (2010)

### Littérature d'enfance et de jeunesse
- Morgun (lobo mágico) (2004)

### Théâtre
- Unha rosa é unha rosa (1997)

### Essais et recueils d'articles
- Parado na tormenta (1996)
- Eterno retorno (1996)
- O pais da brétema (Unha viaxe no tempo pola cultura celta) (2000)
- A carreira do salmón (2001)
- Nunca mais Galiza á intemperie (2002)
- Españois todos: As cartas sobre La mesa (2004)
- Ten que doer: literatura e identidade (2004)
- Outro idea de España: Mar de fondo (2005)
- Madera de Zapatero (2005)
- Outra Galiza (2008)
- Andar tropezando (2010)
- Sete palabras (2010)

## Adaptations au cinéma
Deux romans ont été transposés sur grand écran :
- 2002 : Trece campanadas, film espagnol réalisé par Xavier Villaverde (es), adaptation du roman éponyme
- 2013 : Polaroid. Nada pola mañá, court-métrage espagnol réalisé par Chema Montero, adaptation du roman original

## Prix et distinctions
- Premio de la Crítica de narrativa gallega pour Tic-tac en 1993,
- Premio Blanco Armor pour Calzados Lola en 1997,
- Premio de la Crítica de narrativa gallega pour Non volvas en 2000,
- Prix national de Narration en 2003 pour Le Treizième Coup de minuit (Trece badaladas)